# Paola Gaiotti De Biase
Paola Gaiotti De Biase (Napoli, 26 agosto 1927 – Roma, 13 luglio 2022) è stata una politica italiana.

## Biografia

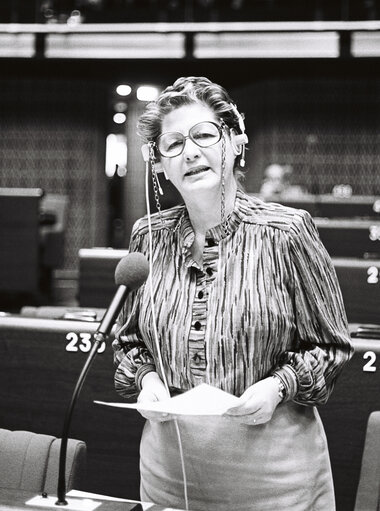
Paola Gaiotti De Biase in seduta al Parlamento Europeo nel 1981

Laureata in filosofia. Esponente della Democrazia Cristiana, nel 1979 venne eletta al Parlamento europeo. Divenne membro della Commissione per la gioventù, la cultura, l'educazione, l'informazione e lo sport, della Commissione per il regolamento e le petizioni, della Commissione di inchiesta sulla situazione della donna in Europa e della Delegazione per le relazioni con la Jugoslavia.
Nel 1984 terminò il proprio mandato e lasciò la DC e aderì al movimento Lega Democratica - Cristiani per il Socialismo e le Comunità di Base.
Nel 1992 entrò nel Partito Democratico della Sinistra e fu nominata membro della segreteria nazionale, nel 1993 aderì ai neonati Cristiano Sociali. Nel 1994 fu eletta alla Camera nelle file dei Progressisti, rimanendo in carica fino al 1996.
Nel 1996 entrò a far parte del coordinamento nazionale dei "Cittadini per l'Ulivo". In seguito collaborò con il quotidiano Europa.
Morì all'età di 94 anni nell'estate 2022.